# Haplostylus estafricana
Haplostylus estafricana är en kräftdjursart som beskrevs av Mihai Bacescu 1973. Haplostylus estafricana ingår i släktet Haplostylus och familjen Mysidae. Inga underarter finns listade i Catalogue of Life.